# Karl Schuster (Politiker, 1877)
Karl Schuster (geboren 15. Januar 1877 in Wien, Österreich-Ungarn; gestorben 24. Juli 1935 in Karlsbad) war ein österreichischer und tschechoslowakischer sozialdemokratischer Gewerkschafter und Politiker. 

## Leben
Karl Schuster besuchte die Volksschule und wurde Bauarbeiter. Er engagierte sich gewerkschaftlich und wurde Gewerkschaftssekretär des Deutschen Bauarbeiterverbandes in Drahowitz, Karlsbad und Tachau. Schuster wurde 1920 als Kandidat der Deutschen sozialdemokratischen Arbeiterpartei in der Tschechoslowakischen Republik (DSAP) in das Tschechoslowakische Abgeordnetenhaus gewählt und bei der folgenden Wahl 1925 wiedergewählt. Er wurde leitender Mitarbeiter des  Westböhmischen Volkszeitungsverlages und Redakteur der in Karlsbad erscheinenden Zeitung Volkswille. Sozialdemokratisches Tagblatt und dessen regionaler Nebenausgabe.